# Dubí (Tutleky)
Dubí (německy Eichen) je malá vesnice, část obce Tutleky v okrese Rychnov nad Kněžnou. Nachází se asi 1 km na východ od Tutlek. V roce 2009 zde bylo evidováno 24 adres. V roce 2001 zde trvale žilo 48 obyvatel.
Dubí leží v katastrálním území Tutleky o výměře 5,55 km2.

## Galerie

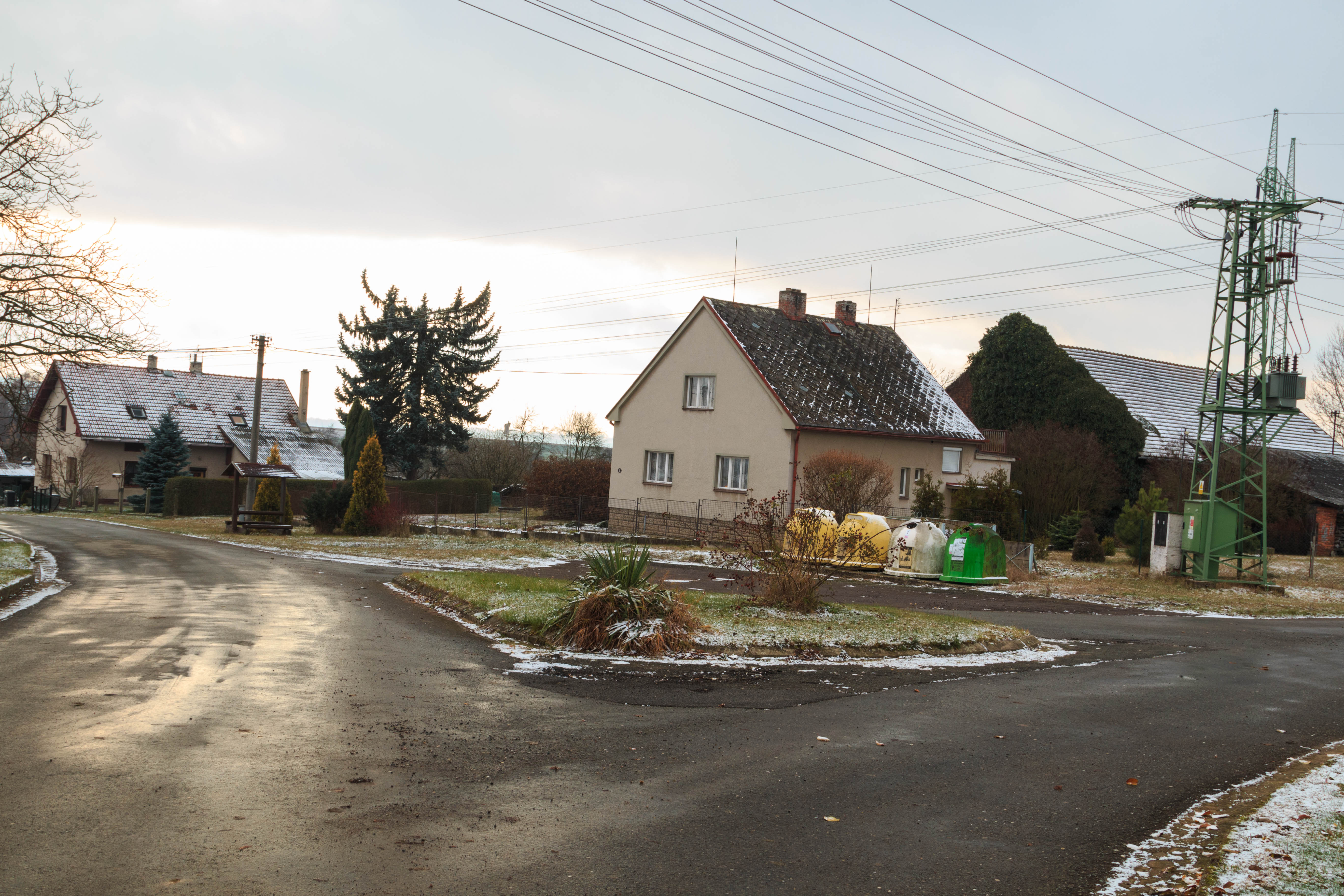
Dubí u Tutlek - č. 2
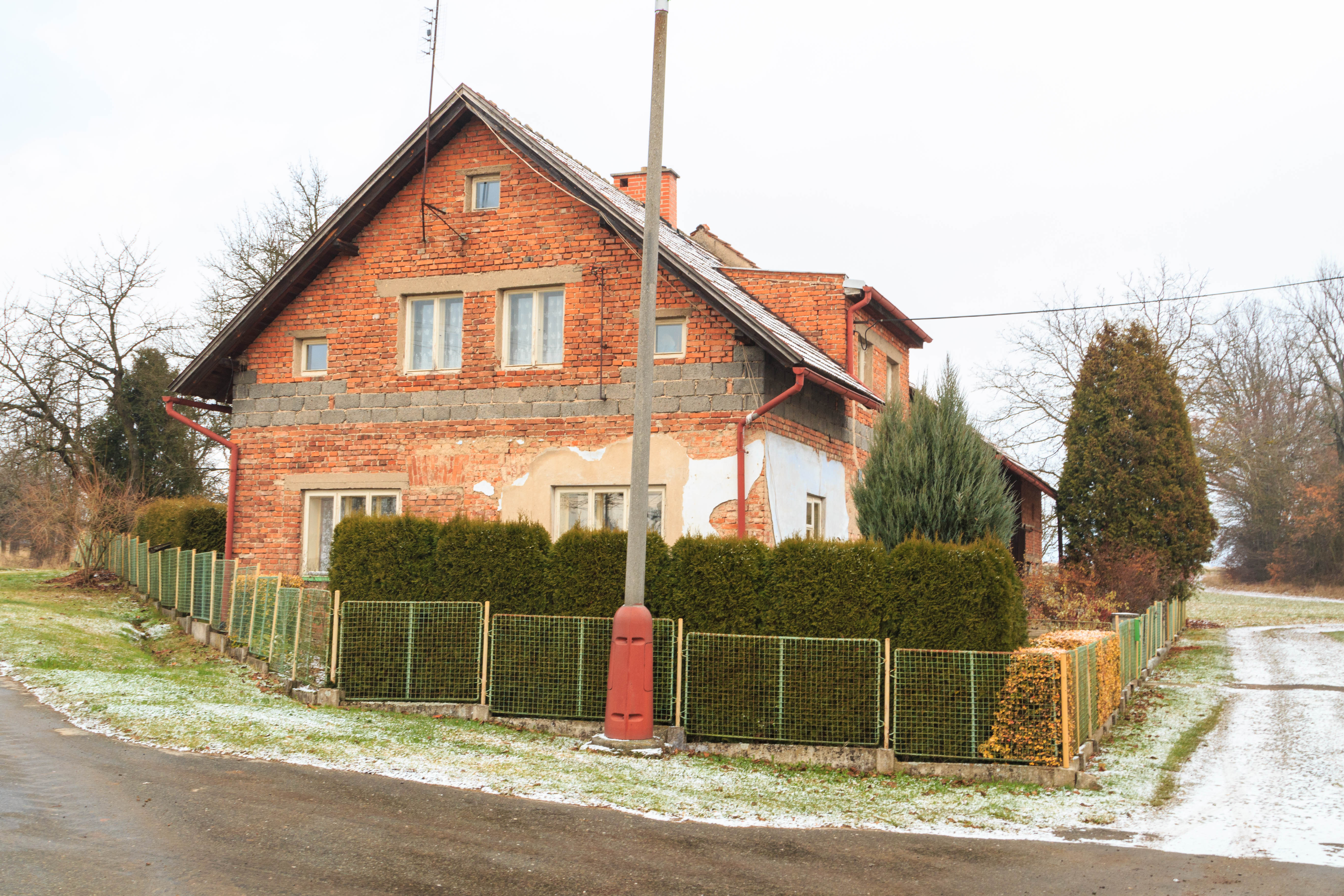
Dubí u Tutlek - čp. 23
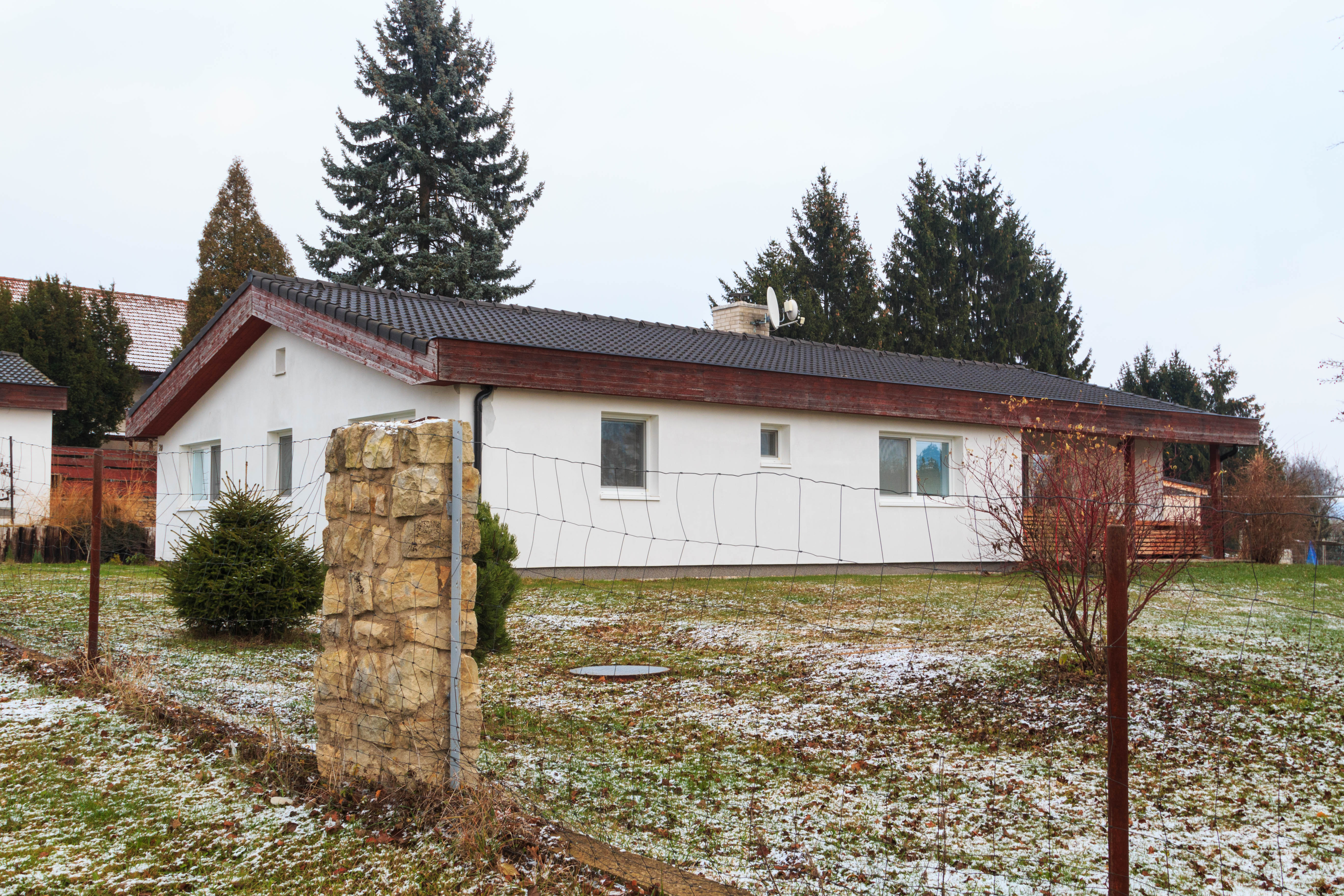
Dubí u Tutlek - čp. 20
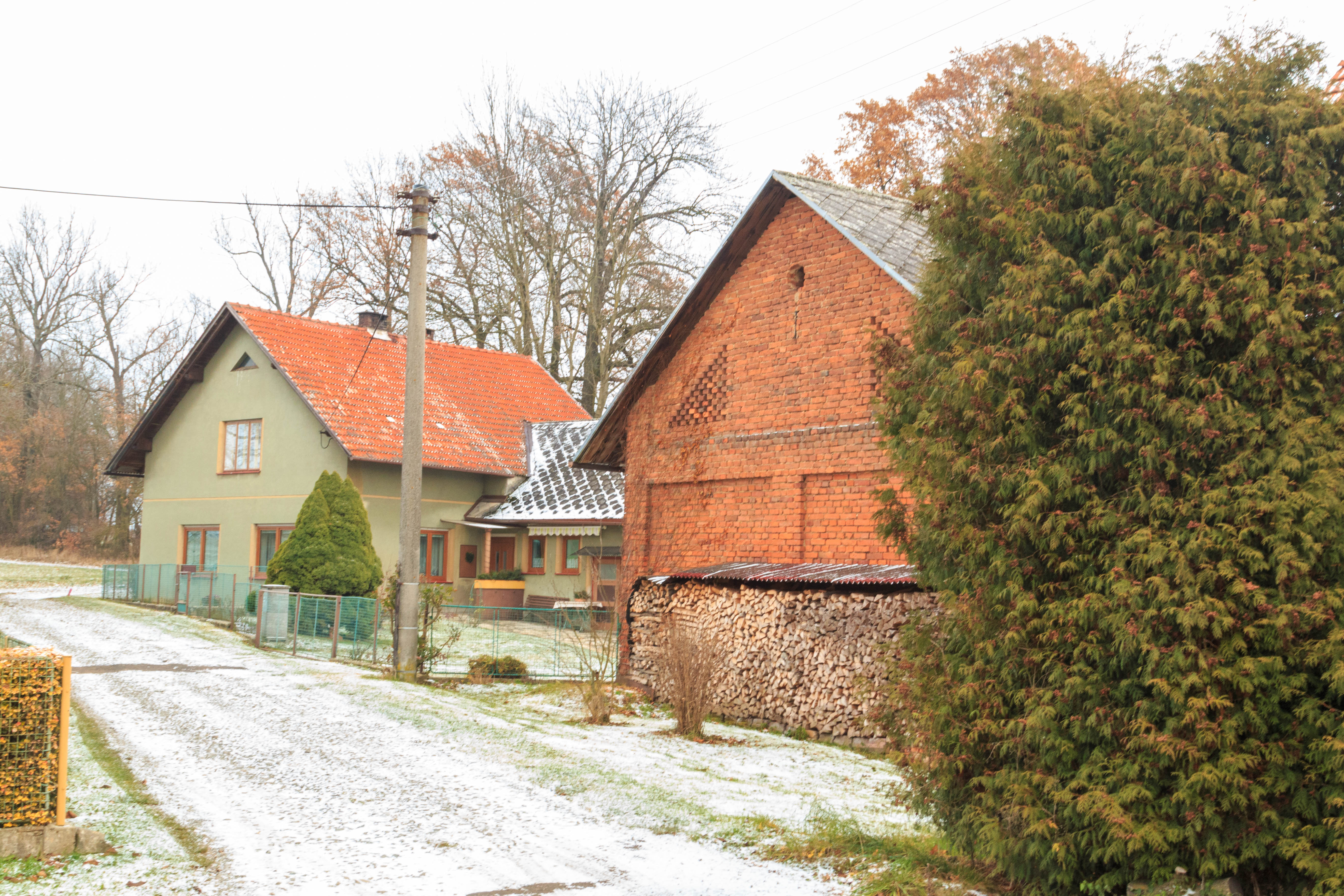
Dubí u Tutlek - čp. 12
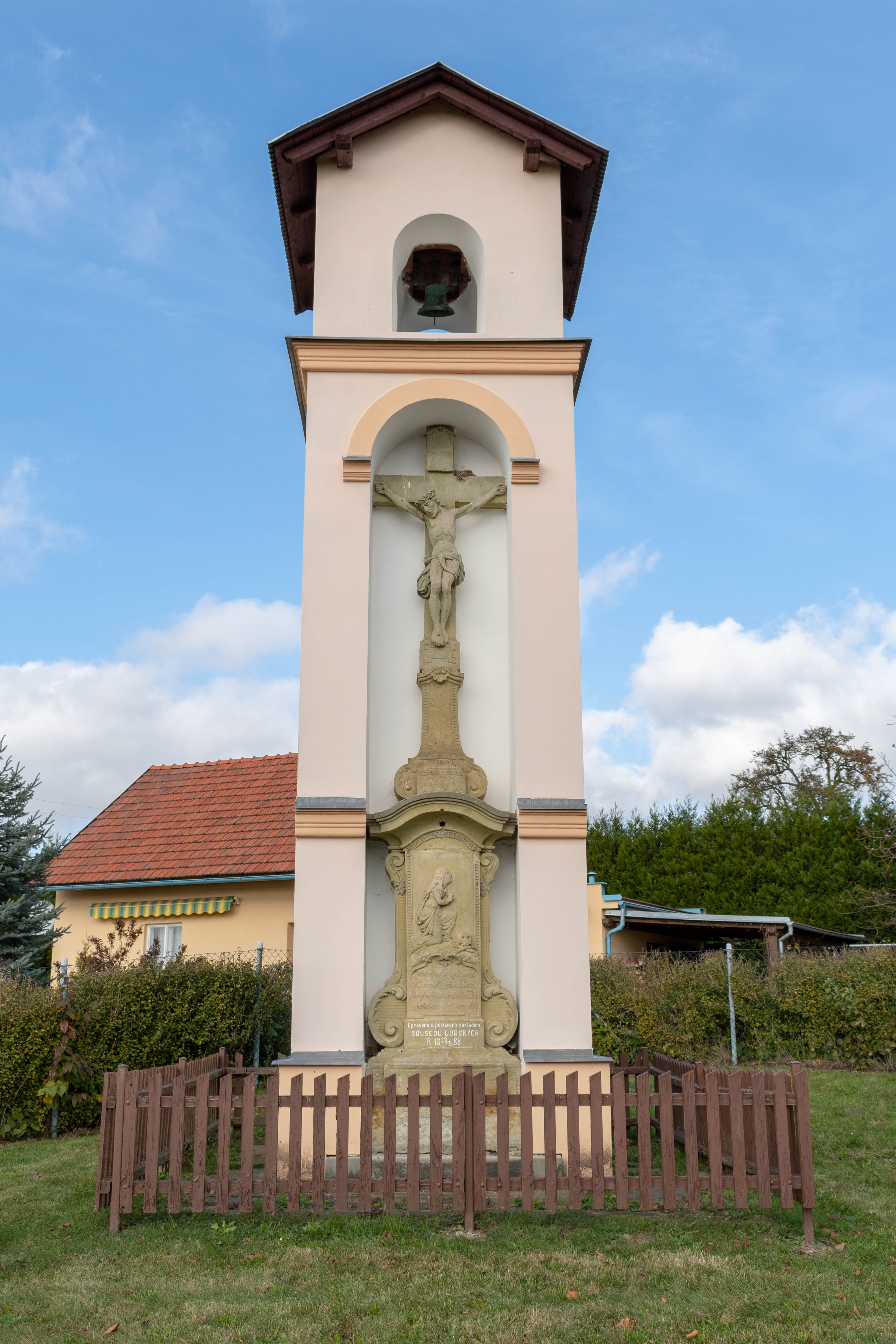
Zvinička s křížem v Dubí
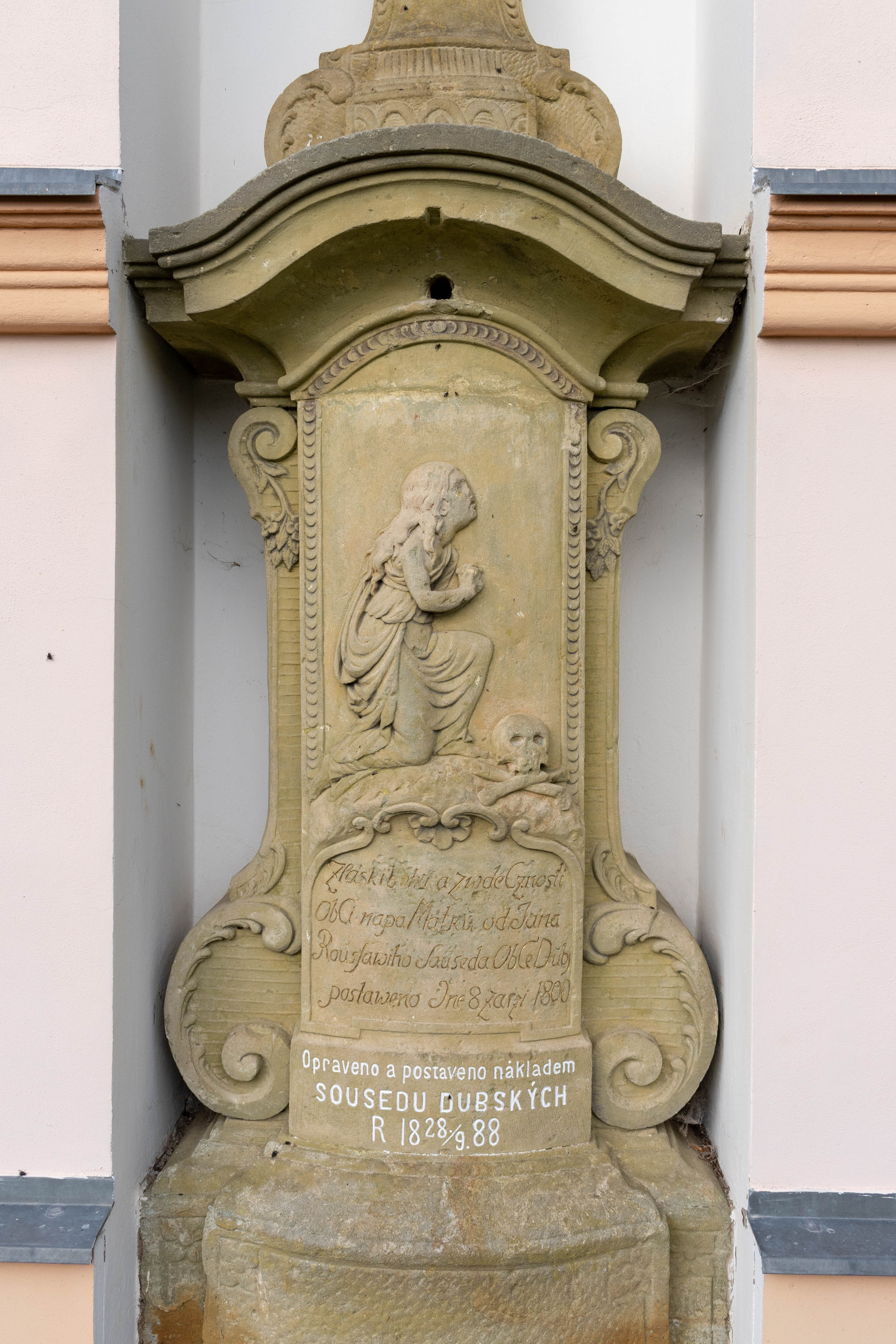
Detail kříže